# 肉胞子虫
肉胞子虫（にくほうしちゅう）または住肉胞子虫（じゅうにくほうしちゅう）はアピコンプレックス門に属する寄生性原生生物。分類学上は肉胞子虫属(Sarcocystis)とし、100種以上が知られている。サルコシスチス、サルコシスティス、ザルコシスティスともいい、宿主によってはサルコシスチス症を引き起こす。

## 生活環
一般的に終宿主と中間宿主の2つの宿主を往復する生活環を持っており、終宿主が捕食者、中間宿主が被食者の関係になっていることが多い。中間宿主が環境中のスポロシストを経口的に摂取すると、スポロシストから放出されたスポロゾイトが血管に侵入して無性生殖を開始し、最終的に筋肉組織などに到達してサルコシストを形成する。最初は単一のメトロサイトが無数に増え、その後感染能のあるブラディゾイトが生じる。終宿主が中間宿主を捕食するときに組織中のサルコシストを摂食すると、ブラディゾイトが小腸に到達して有性生殖を行い、生じたオーシストが糞便とともに排出される。オーシストは成熟すると壁が破れてスポロシストが放出され、これが経口的に中間宿主へと感染する。

## 分類
古典的には原生動物門胞子虫綱住肉胞子虫目に所属させていたが、その位置付けを巡っては様々な議論があった。1970年頃に生活環が明らかになり、コクシジウム類に近縁な生物であることが判明した。
近縁の諸属とともに肉胞子虫科を形成し、中でも最も種数が多い。以下に医学・獣医学上重要と思われる種について、中間宿主と終宿主を示す。
- Sarcocystis bertrami 馬肉胞子虫
中間宿主ウマ、終宿主イヌ。
- Sarcocystis cruzi クルーズ肉胞子虫
中間宿主ウシ、終宿主イヌ科動物。ウシのサルコシスチス症としては最も重篤。
- Sarcocystis fayeri フェイヤー肉胞子虫
中間宿主ウマ、終宿主イヌ。馬肉の生食による食中毒の原因となっている。
- Sarcocystis hirsuta
中間宿主ウシ、終宿主ネコ。
- Sarcocystis hominis ヒト肉胞子虫
中間宿主ウシ、終宿主狭鼻猿類。
- Sarcocystis miescheriana
中間宿主ブタ、終宿主イヌ科動物。
- Sarcocystis neurona
終宿主オポッサム。馬原虫性脊髄脳炎を引き起こす。
- Sarcocystis porcifelis
中間宿主ブタ、終宿主ネコ。
- Sarcocystis suihominis 豚肉胞子虫
中間宿主ブタ、終宿主狭鼻猿類。
- Sarcocystis tenella 羊肉胞子虫
中間宿主ヒツジ、終宿主イヌ科動物。

Frenkelia属は、齧歯類を中間宿主とし猛禽類を終宿主とする非常によく似た生物である。終宿主が鳥類であることと、筋肉よりも脳にシストを作りやすいことから区別されてきたが、分子系統解析によれば肉胞子虫の内部に含まれることが示されている。

## 歴史
1843年バーゼル大学のミーシェル（核酸を発見したフリードリッヒ・ミーシェルの父）がマウス体内に見出したのがはじめである。サルコシストのことをミーシェル管とも呼ぶのは彼の発見に由来する。